# ロレイン・ゴンザレス
ロレイン・ゴンザレス（英語: Loraine Gonzales、1977年10月6日 - ）は、アメリカ合衆国テキサス州のタイラー出身の車いすバスケットボール選手。彼の夫、デイヴィッド・ゴンザレスも車いすバスケットボール選手。高校時代はバスケットボールをやっていたが、度重なるひざの手術が合併症を引き起こし右足の切断へとつながった。回復期間に偶然見たテレビで、カナダのシャンタル・ベノワの行っていた車いすバスケットボールの試合に出会い、その後は地元のチームへと入団する。
2007年にはパラパンアメリカン選手権のアメリカ代表に選ばれている。2008年にも北京パラリンピックに出場しており、アメリカチームの金メダル獲得に貢献した。